# Macapta rubrescens
Macapta rubrescens är en fjärilsart som beskrevs av William Schaus 1904. Macapta rubrescens ingår i släktet Macapta och familjen nattflyn. Inga underarter finns listade i Catalogue of Life.